# Herpsilochmus
Herpsilochmus é um género de ave da família Thamnophilidae, que inclui as espécies conhecidas vulgarmente por chorozinho.
Este género contém as seguintes espécies:
- Herpsilochmus parkeri
- Herpsilochmus motacilloides
- Chorozinho-de-chapéu-preto, Herpsilochmus atricapillus
- Corozinho-de-boné, Herpsilochmus pileatus
- Chorozinho-de-cauda-pintada, Herpsilochmus sticturus
- Chorozinho-de-cabeça-pintada, Herpsilochmus stictocephalus
- Chorozinho-de-costas-manchadas, Herpsilochmus dorsimaculatus
- Chorozinho-de-roraima, Herpsilochmus roraimae
- Chorozinho-de-papo-preto, Herpsilochmus pectoralis
- Chorozinho-de-bico-comprido, Herpsilochmus longirostris
- Herpsilochmus axillaris
- Chorozinho-de-asa-vermelha, Herpsilochmus rufimarginatus